# 真下家所蔵文書
真下家所蔵文書（ましもけしょぞうもんじょ）は、日本の古文書群。群馬県安中市の真下家が蒐集した古文書群で、甲斐武田氏家臣で足軽大将の山本菅助とその子孫に関する文書7点を含む。2008年（平成20年）に発見され、当初は「真下家文書」と呼称されていたが、その後の調査で真下家の家伝文書とは別に蒐集された文書群であることが判明したため、現在では「真下家所蔵文書」と呼称されている。また、真下家所蔵「山本家文書」とも呼称される。

## 真下家所蔵文書の伝来と山本氏

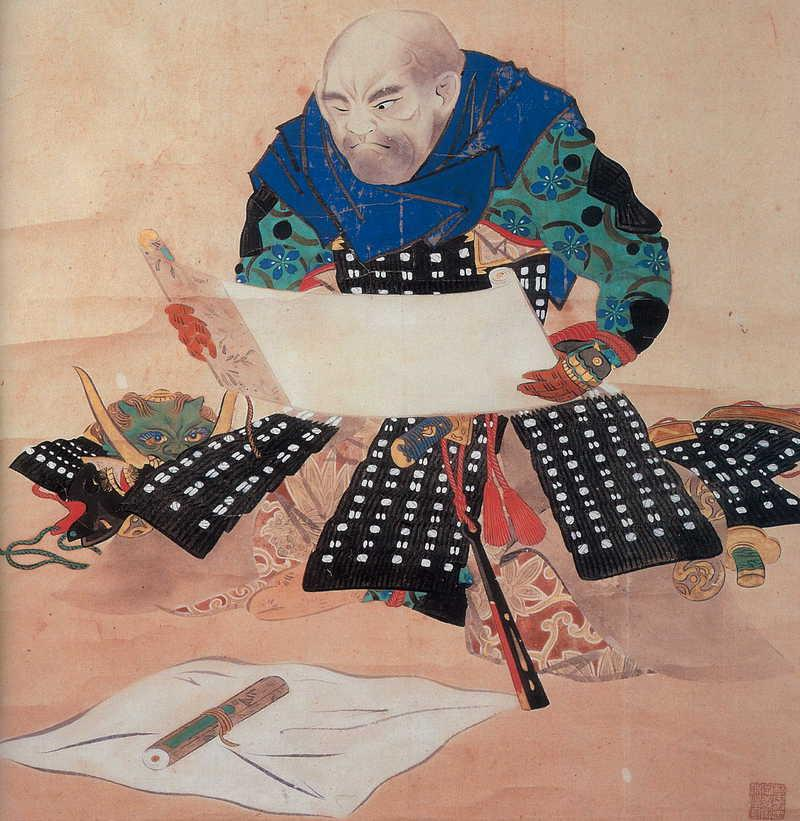
「山本勘助像」松本楓湖画

山本勘助は『甲陽軍鑑』にのみ登場する武田家の足軽大将で、1969年（昭和44年）に発見された市河家文書（釧路市河家文書）において「山本菅助」の存在が確認されるのみであったが、真下家所蔵文書と「山本菅助」子孫と判明した旧高崎藩士沼津山本家文書の発見により系譜関係やその動向が明らかとなった。
真下家は群馬県安中市原市に所在する家で、安中市市原は群馬県西部の長野県との県境付近にあたり、中山道の安中宿と松井田宿の中間地点に位置する。真下家は江戸時代には薬種業を営み、原市村南の簗瀬村の名主を務めた真下家の出身とされる。
原市の真下家については江戸後期に真下利七、明治期には利七の子珂十郎が当主となっている。真下家は骨董・古美術の蒐集家として知られ、明治28年（1895年）3月には五十貝梧雲の別荘雲山房において開催された書画骨董会において書画とともに「山本勘助所着鎧」を出品しており、この甲冑は現在でも真下家に伝存し、角本の下に金泥で「生国甲斐 山本菅助晴貞 生年」と記されている。真下家が山本氏関係文書を所蔵した時期は不明であるが、この甲冑とともに利七・珂十郎時代に蒐集された可能性が考えられている。

## 武田・山本氏関係文書
真下家所蔵文書のうち「山本菅助」を宛名とする文書は2008年5月に安中市学習の森ふるさと学習館による所蔵資料調査を機に発見され、同館学芸員の佐野亨介が山梨県立博物館学芸員の海老沼真治に照会し、同年9月15日に調査が実施された。内容は戦国期の5通の文書のうち、「山本菅助」を宛名とする武田氏発給文書が3通あり、1通を除いて『戦国遺文 武田氏編』『山梨県史』に採録されていない新出文書であることが確認された。
5通の文書は蓋に「信玄公御證文」と朱書きされた漆箱に収められ保管されている。文書は表紙に「信玄公 御證文」と墨書された便箋が付せられた巻子本で、年記が記されていない文書を含むが年代順に成巻され、一通ごとに内容を示す付箋が付せられている。料紙は武田氏が文書を発給した16世紀後半から17世紀初頭のもので、宛名の切断などの手は加えられていないと鑑定されている。寸法も武田氏が発給した文書と同等のものとされる。文書の筆跡は一通ごとに異なるが、いずれの文書も文書内においては異筆は認められない。
また、柴辻俊六は2007年段階で『武田氏研究』36号に「山本勘助」の虚像と実像」を発表し、東大史料編纂所保管の「古文書雑纂」に収められた「高崎山本文書」を紹介し、真下所蔵文書に含まれる4通の文書の存在を指摘した。その後、柴辻は真下家の調査を行い、「家康公御證文」と記された漆箱に収められた二通の文書を発見し、2009年8月2日には山梨県立博物館による再調査が実施された。
ほか、真下家には南北朝期の文書も含まれ、建武4年5月13日付高師直奉書・里村紹巴とみられる年月日未詳の書状が確認されている。
真下家所蔵文書のうち武田・山本氏関係文書は海老沼（2009年）において翻刻され、2013年には戎光祥出版より『山本菅助の実像を探る』が刊行され、その後発見された文書や沼津山本家文書をはじめとする関係史料とともに再翻刻された。また、2010年（平成22年）6月5日-7月5日には山梨県立博物館においてシンボル展「実在した山本菅助」展が開催され真下家所蔵文書がはじめて一般公開されたほか、シンポジウムが開催され諸論考が発表された。

### 武田晴信判物

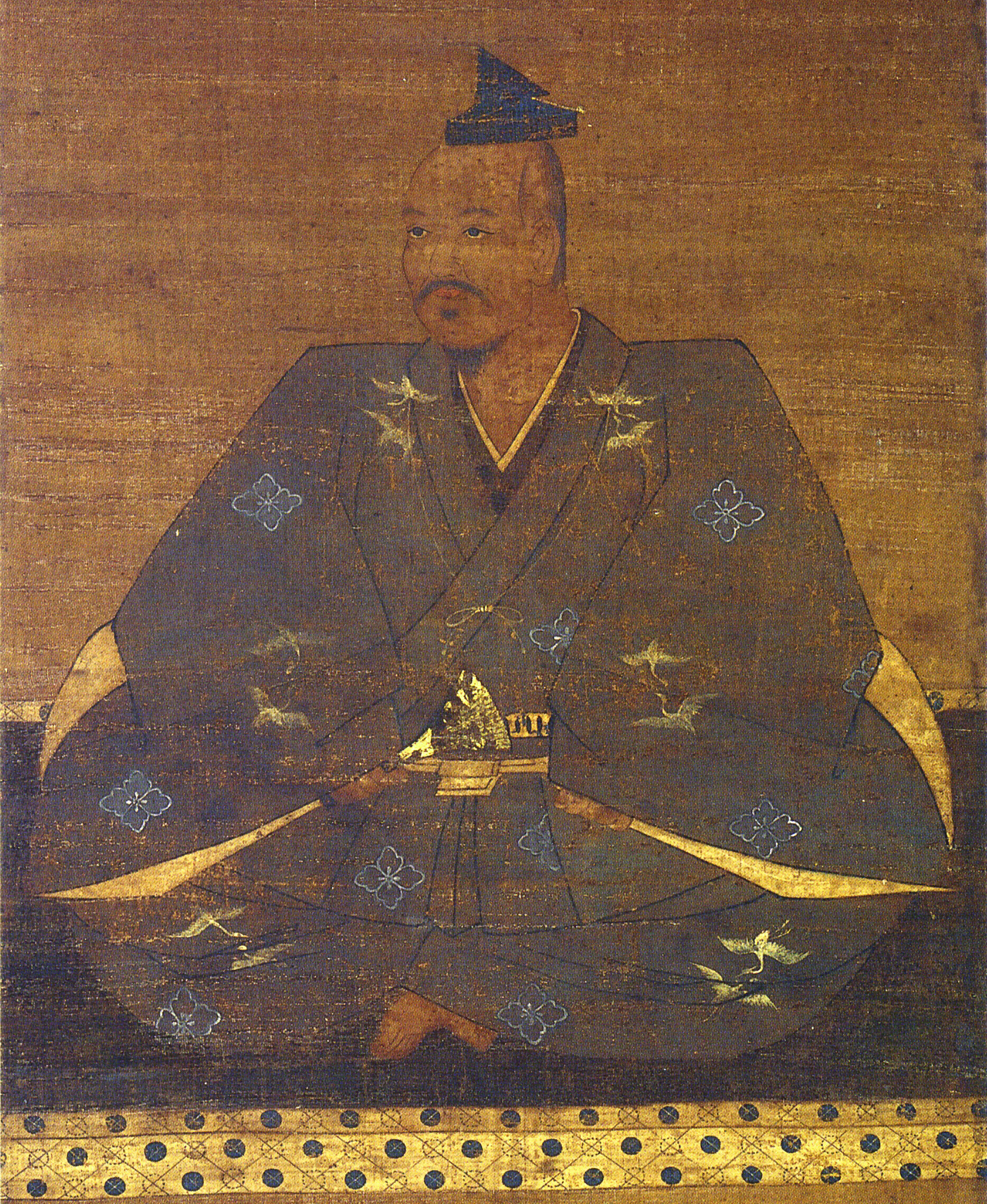
武田晴信

武田氏が山本菅助に対し信濃国伊那郡における働きを称し、恩賞として黒駒（笛吹市御坂町）の関銭のうち100貫文を宛行うことを記した文書。折紙・袖判。寸法は縦30.3センチメートル、横46.5センチメートル。付箋には「信玄公御感状」と記される。年記は天文17年（1548年）4月吉日。内容や筆致には類似した文書が存在し、武田家右筆の手によるものと考えられている。本文書は東京大学史料編纂所所蔵「古文書雑纂」を典拠に『戦武』『山史』にも写が掲載されている。

### 武田晴信書状
武田晴信（信玄）が山本菅助に対し軍事行動を意味する「揺（ゆらぎ）」の検討と武田家宿老「小山田」の見舞いを指示した書状。付箋に「信玄公御自筆」と記され、墨の濃淡が極端である点など筆跡から信玄自筆の書状であると判断されている。寸法は縦29.7センチメートル、横45.5センチメートル。
年代は当初、海老沼真治による「小山田」の人物比定を天文21年（1552年）に死去した出羽守信有とする見解から天文20年（1551年）とする推定がなされ、2010年には秋山敬も「小山田」を小山田信有に比定した。同年には平山優により、これを備中守虎満に比定する説が提唱され、文書の年代は永禄元年（1558年）推定に修正された。また、武田家における「宿老」の存在を記した点も初見とされる。

### 武田家朱印状
武田氏が北信濃・越後侵攻に際して二代山本菅助に対し不足した武具の支度を命じた文書。寸法は縦30.1センチメートル、横43.7センチメートル。折紙の袖部分に龍朱印が据えられ奉者が記されない様式で、武田家では永禄9年6月頃を境に龍朱印状の発給形態を日下に奉者名を記す奉書式朱印状に切り替えているが、当文書はそれより古い段階で、武田氏による軍事行動の最中に発給された臨時・補足的な形態の文書と考えられている。『甲陽軍鑑』に拠れば初代山本菅助は永禄4年（1561年）の川中島の戦いで戦死したとされ、宛名の「山本菅助」は沼津山本家文書の存在から、初代菅助の実子で天文22年（1553年）出生の二代菅助であると判断される。

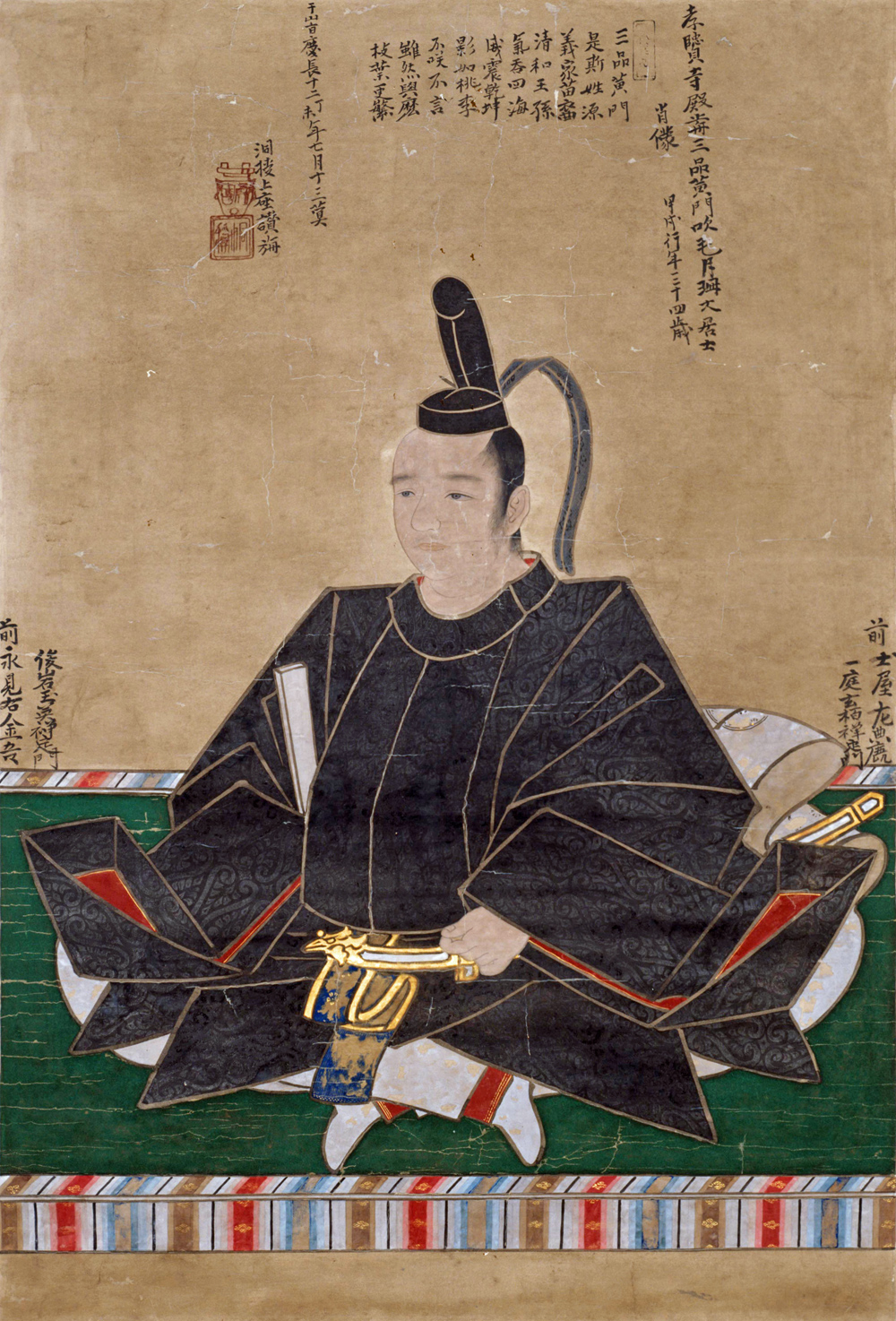
結城秀康

初代菅助の養子で二代菅助の死後に山本家を継いだ山本十左衛門尉に対し軍役が命じられた文書。年号を欠いているが、同一日付・同文の有年号文書が複数伝存していることから天正4年（1576年）のものと判断される。

### 結城秀康書状

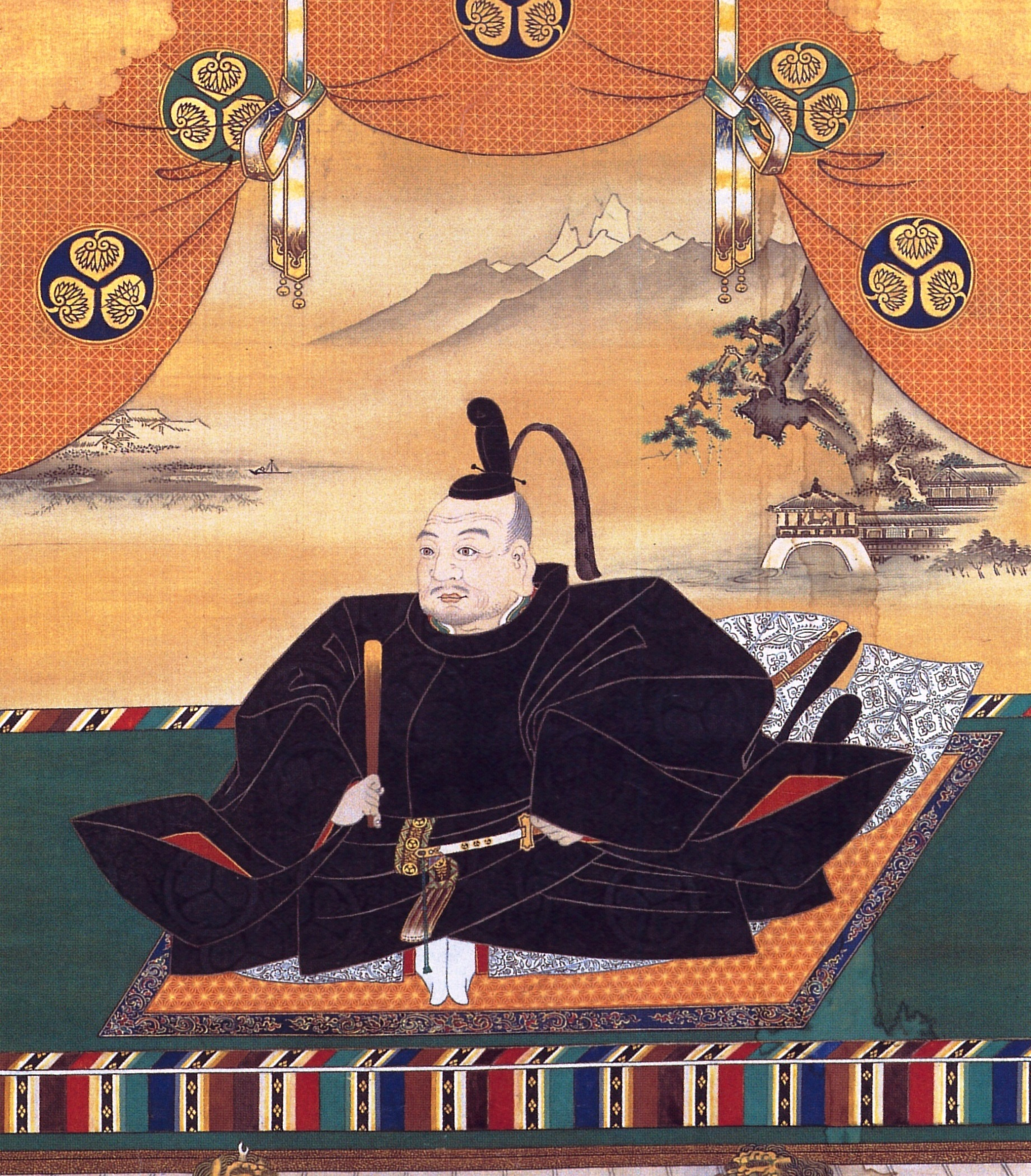
徳川家康

結城秀康が山本十左衛門尉の子で徳川直臣となっていた山本平一の訪問に対し礼を述べ、自らの病のため早く帰らせてしまったことを詫びた文書。堅紙。寸法は縦34.4センチメートル、横46.5センチメートル。付箋には「黄門様御書」と記される。年記は記されていないが、海老沼は結城秀康の病の時期から慶長7年（1602年）から慶長11年の間に推定し、柴裕之により慶長9年（1604年）に比定された。

### 徳川家朱印状
武田氏滅亡後の天正10年（1582年）9月5日に徳川家康が山本十左衛門尉の言上に基づき、甲州相野（山梨県北杜市か）・信州小野（長野県塩尻市・辰野町）などの所領を安堵した朱印状。形態は切紙であるが、朱印の写りが袖部分に残されていることや同日付同内容の文書の存在から、もとは折紙であったと考えられている。
天正11年正月14日に、徳川家康が山本十左衛門尉に対し、前年に安堵した所領を確定した朱印状。奉者は記される、家康の直状となっている。